# Гранард
Гранард (англ. Granard; ирл. Gránard) — (малый) город в Ирландии, находится в графстве Лонгфорд (провинция Ленстер).

## История
В VIII веке в записях Гранарда впервые упоминается фамилия Шеридан.
в 1775 году здесь родился Майкл Роберт Гаффни (англ. Michael Robert Gaffney) , основатель города Гафни в округе Чероки в штате Южная Каролина в Соединённых Штатах Америки.

## Демография
Население — 933 человека (по переписи 2006 года). В 2002 году население составляло 1013 человек.
Данные переписи 2006 года:
| Общие демографические показатели |               |                               |                               |      |      |
| Всё население                    | Всё население | Изменения населения 2002—2006 | Изменения населения 2002—2006 | 2006 | 2006 |
| 2002                             | 2006          | чел.                          | %                             | муж. | жен. |
| 1013                             | 933           | −80                           | −7,9                          | 483  | 450  |

В нижеприводимых таблицах сумма всех ответов (столбец «сумма»), как правило, меньше общего населения населённого пункта (столбец «2006»).
| Религия (Тема 2 — 5 : Число людей по религиям, 2006) |             |                |             |            |       |      |
| Католики, чел.                                       | Католики, % | Другая религия | Без религии | не указано | сумма | 2006 |
| 855                                                  | 91,6        | 61             | 14          | 3          | 933   | 933  |

| Этно-расовый состав (Этничность. Тема 2 — 3 : Постоянное население по этническому или культурному происхождению, 2006) |            |              |       |        |        |            |       |       |
| Белые ирландцы | Лухт-шулта | Другие белые | Негры | Азиаты | Другие | Не указано | сумма | 2006  |
| 763 | 14         | 115          | 1     | 7      | 11     | 14         | 925   | 933   |
| Доля от всех отвечавших на вопрос, %                                                                                   |            |              |       |        |        |            |       |       |
| 82,5 | 1,5        | 12,4         | 0,1   | 0,8    | 1,2    | 1,5        | 100   | 99,11 |

1 — доля отвечавших на вопрос о языке от всего населения.
| Владение ирландским языком (Тема 3 — 1 : Число людей от 3 лет и старше по способности говорить по-ирландски, 2006) |      |            |       |       |
| Владеете ли Вы ирландским языком?                                                                                  |      |            |       |       |
| Да | Нет  | Не указано | сумма | 2006  |
| 300 | 582  | 16         | 898   | 933   |
| Доля от всех отвечавших на вопрос о языке, %                                                                       |      |            |       |       |
| 33,4 | 64,8 | 1,8        | 100   | 96,21 |

1 — доля отвечавших на вопрос о языке от всего населения.
| Использование ирландского языка (Тема 3 — 2 : Говорящие по-ирландски от 3 лет и старше по частоте использования ирландского языка, 2006) |                                                            |                                               |                                               |                                               |                                               |                                               |       |                                     |      |
| Как часто и где Вы говорите по-ирландски?                                                                                                |                                                            |                                               |                                               |                                               |                                               |                                               |       |                                     |      |
| ежедневно, только в образовательных учреждениях                                                                                          | ежедневно, как в образовательных учреждениях, так и вне их | в других местах (вне образовательной системы) | в других местах (вне образовательной системы) | в других местах (вне образовательной системы) | в других местах (вне образовательной системы) | в других местах (вне образовательной системы) | сумма | всего, отвечавших на вопрос о языке | 2006 |
| ежедневно, только в образовательных учреждениях                                                                                          | ежедневно, как в образовательных учреждениях, так и вне их | ежедневно                                     | каждую неделю                                 | реже                                          | никогда                                       | не указано                                    | сумма | всего, отвечавших на вопрос о языке | 2006 |
| 95 | 3                                                          | 3                                             | 13                                            | 110                                           | 65                                            | 11                                            | 300   | 898                                 | 933  |
| Доля от всех отвечавших на вопрос о языке, %                                                                                             |                                                            |                                               |                                               |                                               |                                               |                                               |       |                                     |      |
| 10,6 | 0,3                                                        | 0,3                                           | 1,4                                           | 12,2                                          | 7,2                                           | 1,2                                           | 33,4  | 100                                 |      |

| Типы частных жилищ (Тема 6 — 1(a) : Число частных домовладений по типу размещения, 2006) |          |         |                 |            |       |      |
| Отдельный дом                                                                            | Квартира | Комната | Переносные дома | не указано | сумма | 2006 |
| 302                                                                                      | 33       | 8       | 1               | 19         | 363   | 933  |